# The Grime and the Glow
The Grime and the Glow è il primo album in studio della cantante statunitense Chelsea Wolfe, pubblicato nel 2010.

## Tracce
1. Advice & Vices – 2:52
2. Cousins of the Antichrist – 2:45
3. Moses – 4:57
4. Deep Talks – 3:18
5. Fang – 2:12
6. Benjamin – 4:19
7. The Whys – 3:51
8. Noorus – 3:29
9. Halfsleeper – 6:01
10. Bounce House Demons – 3:20
11. Widow – 3:54